# Legio IIII (Cesare)
La legio IIII nelle iscrizioni (oppure IV) era un'unità militare romana di epoca tardo repubblicana, che sembra sia stata formata da Gaio Giulio Cesare nell'anno di consolato del 48 a.C., come facente parte delle quattro legioni consolari (la legio I, II, III e IV). Arruolata per combattere contro Gneo Pompeo Magno, prese parte alla successiva battaglia di Farsalo.

## Storia
Cesare formò la IIII legione con legionari italici in occasione della guerra civile contro Pompeo: dopo aver attraversato il Rubicone, il futuro dittatore a vita creò la IIII legione prima di attraversare l'Adriatico e inseguire i suoi nemici in Grecia. La Legio IIII entrò in azione nella battaglia di Dyrrhachium (48 a.C.) e in quella di Farsalo, nella quale Cesare sconfisse Pompeo, in seguito alla quale sembra sia stata rinominata IIII Macedonica.
Dopo l'assassinio di Cesare nel 44 a.C., giurò fedeltà ad Ottaviano e dallo stesso fu utilizzata prima nella battaglia di Filippi (42 a.C.) e forse anche ad Azio nel 31 a.C. contro Marco Antonio.